# Явірець
Явірець (пол. Jaworzec) — зникле українське село в Польщі, у гміні Тісна Ліського повіту Підкарпатського воєводства. Розташоване на правому березі річки Ветлинка за 3 км північніше Кальниці.

## Історія
Задокументоване до 1580 року як село на волоському праві у власності Кмітів. До 1553 року дідичив Петро Кміта-Собєнські, а по його смерті — бездітна вдова Барабара Кміта з Гербуртів. По її смерті в 1580 — брат Станіслав Гербурт.
У 1921 році село налічувало 78 будинків і 501 мешканців (497 визнання греко-католицького, 4 особи визнання юдейського).
В 1939 р. в селі та присілках мешкало 670 осіб.
В селі була парафія Тіснянського деканату, до якої також належали філії в селах Луг і Завій.
Останній парох села  - о. Володимир Вербовий (1893 р.н.) - див. світлину нижче.
Після Другої світової війни всі жителі насильно виселені, а село було знищене, в тому числі й дерев'яна церква святого Великомученика Дмитра 1846 року побудови, від якої залишилися тільки підмурівки і бетонні сходи. Уцілів залізний хрест на цоколі з пісковика, встановлений на ознаменування знесення панщини в 1848 році.

### Церква Святого Великомученика Дмитра
Парохи:
- 1790-1793 о. Андрій Баньковський,
- 1826-1828 о. Георгій Левицький,
- 1831-1837 адміністратор о. Даниїл Полянський,
- 1842-1867 о. Йосип Вендзилович (*1810, рукоположений в 1835),
- 1867-1868 о. Алексій Лазорищак (*1830, р. 1862),
- 1875-1885 адмін. о. Григорій Войтович (*1807, р. 1836),
- 1885-1887 адмін. Василь Устяновський (парафія в с. Смерек),
- 1888-1902 о. Василь Охнич (*1858, р. 1884),
- 1902 адмін. о. Г. Гасуряк (з с. Ветлина),
- 1902 адмін. о. Володимир Клюк,
- 1902-1906 о. Сава Ломницький,
- 1906-1907 адмін. о. Євген Сембратович,
- 1907-1919 о. Лаврентій Левицький (*1877, р. 1902),
- 1919-1926 адмін. о. Омелян Чайківський (*1889, р. 1915),
- 1926 адмін. о. Мирослав Устяновський (парафія в с. Смерек),
- 1926-1935 адмін. о. Макар Makar Михайлів (*13.1892, р. 1826),
- 1935-1936 адмін. о. Володимир Григорович (*1907, р. 1932),
- 1936-1944 адмін. о. Володимир Вербовий (*1893, р. 1935).

## Відомі люди
- Чайківський Омелян Володимирович (*1886 - †1976) - народжений в с. Явірець, парох села в період 1919-1926 рр., згодом в Яблінках, вигнаний з родиною до СРСР в 1946 р., душопастирював в багатьох парафіях, помер в м. Самбір.